# 홍콩한국국제학교
홍콩한국국제학교(중국어 간체자: 香港韩国国际学校, 정체자: 香港韓國國際學校)는 홍콩에 있는 한국학교이다. 현재 유치원부터 고등학교까지의 과정을 운영하고 있다.

## 연혁
- 1988년 4월 11일 : 개교